# Franke-Haus-Museum
Das Franke-Haus-Museum, auch als Outjo-Museum bezeichnet, ist das stadtgeschichtliche Museum in Outjo, Namibia. Das Museum befindet sich im gleichnamigen Haus aus dem Jahr 1899, einem der ältesten Gebäude der Stadt.
Das Gebäude wurde 1899 als Unterkunft für den Lokalverwalter errichtet und war damals unter der Bezeichnung „Kliphuis“ (Afrikaans für Steinhaus) bekannt. Es wurde später nach dem Schutztruppen-Kommandeur Erich Viktor Karl August Franke benannt.
Das Museum zeigt heute Ausstellungsstücke zur Regional- und Stadtgeschichte und verfügt über eine kleine naturkundliche sowie Mineralien-Ausstellung:
- Edelsteine und Schmucksteine
- Tierhörner, Felle und Tierknochen
- Antike Möbelstücke und Handwerksgeräte

Im anliegenden Gebäude des kleinen Museums werden Souvenirs von einheimischen Frauen hergestellt und verkauft.
Ein Besuch der Museums Association of Namibia im Jahr 2019 stellte fest, dass sich das Museumsgebäude in einem schlechten Zustand befindet. Das Museum selbst seit mehreren Monaten geschlossen war.